# Oman (biljni rod)
Oman (lat. Inula), rod trajnica i jednogodišnjeg raslinja iz porodice Compositae raširen po gotovo čitavoj Euroaziji i velikim dijelovima Afrike. Postoji 76 ili 77 priznatihvrsta, od kojih su neke zabilježene i u Hrvatskoj.

## Vrste
1. Inula acaulis Schott & Kotschy
2. Inula acuminata Royle ex DC.
3. Inula anatolica Boiss.
4. Inula angustifolia DC.
5. Inula arbuscula Delile
6. Inula aucheriana DC.
7. Inula candida (L.) Cass.
8. Inula ciliaris (Miq.) Matsum.
9. Inula clarkei (Hook. fil.) R. R. Stewart
10. Inula cuanzensis Hiern
11. Inula decurrens Popov
12. Inula discoidea Boiss.
13. Inula eminii (O. Hoffm.) O. Hoffm.
14. Inula engleriana O. Hoffm.
15. Inula fragilis Boiss. & Hausskn.
16. Inula gimbundensis S. Moore
17. Inula glareosa E. M. Antipova
18. Inula glauca C. Winkl.
19. Inula glomerata Oliv. & Hiern
20. Inula gombczewskyi C. Winkl.
21. Inula gossweileri S. Moore
22. Inula grandiflora Willd.
23. Inula grandis Schrenk ex Fisch. & C. A. Mey.
24. Inula helenium L.
25. Inula helianthus-aquatilis C. Y. Wu
26. Inula hendersoniae S. Moore
27. Inula hissarica R. Nabiev
28. Inula hookeri C. B. Clarke
29. Inula huillensis Hiern
30. Inula hupehensis (Y. Ling) Y. Ling
31. Inula inuloides (Fenzl) Grierson
32. Inula japonica Thunb.
33. Inula kalapani C. B. Clarke
34. Inula klingii O. Hoffm.
35. Inula koelzii Dawar & Qaiser
36. Inula limosa O. Hoffm.
37. Inula linariifolia Turcz.
38. Inula macrocephala Boiss. & Kotschy
39. Inula macrolepis Bunge
40. Inula magnifica Lipsky
41. Inula mannii (Hook. fil.) Oliv. & Hiern
42. Inula mildbraedii Muschl.
43. Inula montbretiana DC.
44. Inula multicaulis Fisch. & C. A. Mey.
45. Inula obtusifolia A. Kern.
46. Inula oligocephala S. Moore
47. Inula paludosa O. Hoffm.
48. Inula peacockiana (Aitch. & Hemsl.) Korovin
49. Inula perrieri (Humb.) Mattf.
50. Inula persica F. Ghahrem. & Narimisa
51. Inula poggeana O. Hoffm.
52. Inula racemosa Hook. fil.
53. Inula rajamandii Narimisa & F. Ghahrem.
54. Inula rhizocephaliformis Kamelin & Turak.
55. Inula rhizocephaloides C. B. Clarke
56. Inula robynsii De Wild.
57. Inula royleana DC.
58. Inula salsoloides (Turcz.) Ostenf.
59. Inula sarana Boiss.
60. Inula schischkinii Gorschk.
61. Inula schmalhausenii C. Winkl.
62. Inula sechmenii Hartvig & Strid
63. Inula sericeovillosa Rech. fil.
64. Inula sericophylla Franch.
65. Inula serratuloides (Gilli) Grierson
66. Inula speciosa (DC.) O. Hoffm.
67. Inula stenocalathia (Rech. fil.) Soldano
68. Inula stewartii Abid & Qaiser
69. Inula stolzii Mattf.
70. Inula subfloccosa Rech. fil.
71. Inula taiwanensis S. S. Ying
72. Inula thapsoides (M. Bieb.) Spreng.
73. Inula tuzgoluensis M. Öztürk & Ö. Çetin
74. Inula urumoffii Degen
75. Inula vernonioides O. Hoffm.
76. Inula viscidula Boiss. & Kotschy
77. Inula welwitschii O. Hoffm.

U rod su nekada uključivane i vrste koje rastu i u Hrvatskoj, među njima su primorski oman, morski oman ili morski koprc, pripada rodu Limbarda, i priznata je kao Limbarda crithmoides subsp. crithmoides, a druga vrsta, poznata kao ljepivi oman predstavnik je roda Dittrichia, i priznata je kao Dittrichia viscosa subsp. viscosa, njezin sinonim je Inula viscosa (L.) Aiton. Ostale vrte ukjljučene su u rod Pentanema:
1. Inula bifrons, kostriešna grmika = Pentanema bifrons (L.) D.Gut.Larr., Santos-Vicente, Anderb., E.Rico & M.M.Mart.Ort.
2. Inula britannica,  britanski oman = Pentanema britannicum (L.) D.Gut.Larr., Santos-Vicente, Anderb., E.Rico & M.M.Mart.Ort.
3. Inula conyzae, širokolisni oman, šumski oman, grmika = Pentanema conyzae (Griess.) D.Gut.Larr., Santos-Vicente, Anderb., E.Rico & M.M.Mart.Ort.
4. Inula ensifolia, uskolisni oman = Pentanema ensifolium (L.) D.Gut.Larr., Santos-Vicente, Anderb., E.Rico & M.M.Mart.Ort.
5. Inula germanica, germanski oman = Pentanema germanicum (L.) D.Gut.Larr., Santos-Vicente, Anderb., E.Rico & M.M.Mart.Ort.
6. Inula hirta, hrapavodlakavi oman = Pentanema hirtum (L.) D.Gut.Larr., Santos-Vicente, Anderb., E.Rico & M.M.Mart.Ort.
7. Inula oculus-christi, kristovo oko, svilenasti oman = Pentanema oculus-christi (L.) D.Gut.Larr., Santos-Vicente, Anderb., E.Rico & M.M.Mart.Ort.
8. Inula salicina, vrboliki oman = Pentanema salicinum (L.) D.Gut.Larr., Santos-Vicente, Anderb., E.Rico & M.M.Mart.Ort.
9. Inula spiraeifolia,  oštri oman, gustolisnati oman = Pentanema spiraeifolium (L.) D.Gut.Larr., Santos-Vicente, Anderb., E.Rico & M.M.Mart.Ort.
10. Inula verbascifolia,  bila slavulja, bjelušina = Pentanema verbascifolium (Willd.) D.Gut.Larr., Santos-Vicente, Anderb., E.Rico & M.M.Mart.Ort.